# 海南民生廣播
海南民生廣播（全稱：海南廣播電視總台民生廣播，縮寫：民生廣播，海南話拼音方案：hhai3 nam2 min2 de1 guang3 bo6，漢語拼音：Hǎinán Mínshēng Guǎngbò，英文：Hainan Minsheng Broadcasting）於2013年9月29日開播，是海南廣播電視總台擁有的一條以海南話及普通話廣播為主的無線廣播電台頻道，主要受眾為城鄉百姓。